# スカパー! (東経110度BS・CSデジタル放送)
スカパー!（英称：SKY PerfecTV! Basic Service）は、スカパーJSAT株式会社が運営する衛星基幹放送（東経110度CSデジタル放送およびBSデジタル放送）の有料放送管理サービス（プラットフォーム）である。
かつては「スカイパーフェクTV!2」、「スカイパーフェクTV!110」、「e2 by スカパー!」、「スカパー!e2」と名乗っていた。
2012年10月1日、名称を現在の「スカパー!」に変更した。
なお、チャンネル数は2025年5月時点で73（ハイビジョン56、標準画質12、データ放送5）であり、より多チャンネルで全チャンネルがハイビジョン画質のテレビ（132）を放送しているスカパー!プレミアムサービス（東経124・128度CSデジタル放送）とは衛星や受信機器が異なる（後述）。

## 概要
スカパー!（110度）は、衛星基幹放送事業者が放送している各種テレビ放送専門チャンネルを配信するサービスであり、スカパーJSATが並行して展開している「スカパー!プレミアムサービス」（以下、プレミアムサービス）とは別のサービスである。
以前の名称であった「e2」は「easy entry」（手軽に加入できる）と「easy entertainment」（手軽に楽しめる）という2つの意味を持っていた。また「2」は当初のサービス名でもある「スカイパーフェクTV!2」（スカパー!2）からの名残でもある。
2011年10月1日からは、一部のチャンネルがCS放送からBSデジタル放送に移り、最大のアピールポイントとなっている。また2018年12月1日からは新4K8K衛星放送が開始され、スカパー!の有料4Kチャンネルが9チャンネル開局し、2024年3月31日まで放送されていた。
2019年10月25日からは、これまで別サービスだったWOWOWのスカパー!を介しての契約・販売が開始された。これによりプレミアムサービスと同様にスカパー!でWOWOWの契約をまとめることが可能となるが、専用のチャンネルを設けて放送されるプレミアムサービスとは異なり、従来通りのWOWOWのBSデジタル放送のチャンネル（BS191 - 193）をそのまま使うことになる。2021年3月1日には新4K8K衛星放送にて「WOWOW 4K」（BS Ch.4K 191）が開局し、2025年2月28日まで放送されていた。BS191 - 193のWOWOW契約者は追加料金無しで本チャンネルの視聴が可能で、プレミアムサービスでは放送されていなかった。

### 基本サービス
契約者は全員、契約したチャンネルの月額料金に加え、別途基本料が必要。
2024年3月までは新4K8K衛星放送の有料4Kチャンネルを1チャンネル以上契約している場合は「スカチャン1 4K」と「スカチャン2 4K」が、2022年10月までは契約者全員「BSスカパー!」が視聴可能であった。
なお、無料チャンネルのみを視聴する場合は有料サービスへの契約は不要である。

### パック・セット
複数のチャンネルを視聴したい場合に、パック・セットが用意されている。
- スカパー!基本プラン - 対象の50チャンネルが視聴可能[4]。スカパー! チャンネル一覧の「SKP」が対象チャンネル。また、月額視聴料3,600円（税込3,960円）でB-CASカード/ACAS番号3枚まで追加料金無しで視聴できる（各B-CASカード/ACAS番号で申し込みが必要）。
- スカパー!セレクト5 - スカパー!基本プランから「BS釣りビジョン」「囲碁・将棋チャンネル」を除いた48チャンネルのうち観たい5チャンネルを選び視聴可能[5]。観たいチャンネルが5チャンネル以下の場合割安となる。選択チャンネルは月に一回変更可能。選択チャンネル変更は2017年9月までは有料だったが2017年10月1日からは無料。1枚のB-CASカード/ACAS番号でスカパー!セレクト10との同時契約はできない（同時契約を可能にすると合計が4,400円（税込4,840円）となり、スカパー!基本プランよりも料金が高くなるため）。
- スカパー!セレクト10 - 選択できるチャンネルはスカパー!セレクト5と同一だが、こちらは観たい10チャンネルを選び視聴可能[6]。1枚のB-CASカード/ACAS番号でスカパー!セレクト5との同時契約はできない（理由は同上）。

### 複数台割引
同じ契約内容で、複数台の視聴を希望される利用者に対しては、スカパー!、スカパー!プレミアムサービス（プレミアムサービス光を含む）の種別を問わず、加入料・基本料を免除したうえで、一部の対象外チャンネルを除き、視聴料を半額にするサービスが適用される。

### キャンペーンなど
また不定期のキャンペーンで、アンテナ工事料金や加入料が割引・免除される場合がある。加入料は2017年10月1日からは無料。

## 無料放送
2週間お試し体験
B-CASカード/ACAS番号1枚につき1回限り「2週間お試し体験」を申し込むことができる。これはプレミアムサービスのICカードにも適用され、同様にお試し体験ができる。2週間お試し体験を申し込まないと本契約はできない。なお、2週間お試し体験や本契約を済ませたカードなら、家中のどの対応テレビやレコーダーに挿入しても視聴できる（「プレミアムサービスとの相違点」で詳述）。2014年3月1日から3月9日までの申し込み分に限り、既に同サービス申し込み済のB-CASカードでも再び同サービスが利用できる｢もう1度2週間お試し体験サービス｣というキャンペーンが行われた。尚、東映チャンネルのみ対象外。その他、｢BSスカパー!最大1年間無料｣も対象外。既に加入済のB-CASカード/ACAS番号は申し込みが無効になる。
スカパー!無料の日
「プレミアムサービス」と同様に、毎月第1日曜日の4時頃から翌月曜日の4時頃までの24時間、「スカパー!無料の日」と称した、一斉無料放送を行っているが、画面下部にスカパー!への加入を促すメッセージが常時表示される（B-CASカードを抜いて視聴すればメッセージが表示されずに視聴できる）。2005年2月までは毎月20日に無料の日が実施されていた。
過去に10日間の無料開放日を年に1 - 2回設けていた時期があった。これらはBS/CSデジタルチューナー（内蔵機器を含む）とアンテナを設置すれば申込み不要で無料視聴できるが、無料放送されない番組やチャンネルも一部ある（AT-Xで対象年齢の制限があるアニメなど）。
なお、ケーブルテレビでは後述のパススルー配信を実施するケーブルテレビ局に挙げた局以外でもパススルーを採用している局によっては、一部のチャンネルでそれを受信できる場合があるが、ほとんどはCSからの再配信となるケースも多いため、無料放送中であっても視聴できないチャンネルがある。
無料番組
一部のチャンネルでは特定の時間帯もしくは番組を無料放送にしている（ホームドラマチャンネル・歌謡ポップスチャンネルのインターローカルアワーなど）。この場合も画面下部に加入を促すメッセージが表示される（グリーンチャンネルでは表示されない）。
無料チャンネル
ショップチャンネル（Ch.055）とQVC（Ch.161）はノンスクランブル放送で、視聴料金を払わずに視聴ができる。
その他
スカパー!では、長期契約者向けに、年1回視聴契約者が指定した日から16日間、全てのチャンネルが無料で視聴できるサービスを行っている（その場合、スカパー!から送られてくるDMに付いてくるハガキか、スカパー!ホームページで、指定日までに特典開始日を申し込む必要がある）。

## 沿革
- 2002年
  - 3月1日 - 株式会社プラット・ワンのプラットフォームで委託放送事業者（衛星基幹放送事業者に相当）の一部が放送を開始。
  - 3月25日 - 株式会社スカイパーフェクト・コミュニケーションズ（現：スカパーJSAT）「スカイパーフェクTV!2」で委託放送事業者の一部が放送を開始。
  - 4月1日 - 株式会社プラット・ワンのプラットフォームで本放送を開始。
  - 7月1日 - 株式会社スカイパーフェクト・コミュニケーションズ「スカイパーフェクTV!2」の本放送を開始。
- 2004年
  - 3月1日 - 株式会社スカイパーフェクト・コミュニケーションズと株式会社プラット・ワンが合併。両者のサービスを統合し、「スカイパーフェクTV!110」に。
  - 4月1日 - 株式会社スター・チャンネルより、BS有料放送チャンネルのスター・チャンネルBS（Ch.200、現：BS10スターチャンネル）の受付顧客管理業務を受託。
  - 9月1日 - 一部のチャンネルでハイビジョン放送を開始。
- 2005年8月17日 - この日と8月31日にチャンネル番号をジャンルごとに変更[10]。
- 2007年2月1日 - サービス名称を「e2 by スカパー!」に変更。
- 2008年10月1日 - サービス名称を「スカパー!e2」に変更。
- 2011年
  - 3月7日 - 一部のチャンネルで三次元映像（3D）番組を放送開始。
  - 10月1日 - 放送衛星のBSアナログ放送終了帯域、及び新規割当周波数におけるBSデジタル放送開始に伴い、スカパー!e2に参加するBS有料放送の衛星基幹放送事業者が、1社から6社へ大幅増[11]。
- 2012年10月1日 - サービス名称を「スカパー!」に変更。
- 2018年
  - 8月28日 - この日と9月26日に110度CSのスロット数の削減・再整理を実施し、半数以上のチャンネルがHD放送となった[12]。
  - 12月1日 - 左旋円偏波を使用し、4Kテレビ放送を開始。
- 2019年10月25日 - WOWOWの契約・販売を開始。
- 2022年10月31日 - スカパー!のメインチャンネルであった「BSスカパー!」が放送終了。
- 2024年3月31日 - WOWOW 4Kを除く、CS左旋の4K放送8チャンネル[注 8]が放送終了[13]。
- 2025年2月28日 - WOWOW 4Kが放送終了し、スカパー!での4K放送は全て終了した[14]。

## チャンネル一覧
2025年7月現在。

### ハイビジョン放送
例外はあるものの現在は原則12スロット（4K放送は、BSが40スロット、CSが60スロット）で放送している。4K放送を含めたBS放送のリモコンキーIDはWOWOWとBS10スターチャンネルにしか指定されていない。〈〉のハイビジョン放送開始日はCS放送時代の日付。
| ネットワーク    | チャンネル 番号 | 放送局                                            | ハイビジョン放送 開始日 | 備考 |
| --------------- | --------------- | ------------------------------------------------- | ----------------------- | --- |
| BSデジタル      | 191 （ID：9）   | WOWOW プライム                                    | （2000年12月1日）       | 2019年10月25日よりスカパー!での販売を開始（括弧内の放送開始日はスカパー!での販売開始前からのもの） 各24スロット×3ch=合計72スロット                                             |
| BSデジタル      | 192             | WOWOW ライブ                                      | （2011年10月1日）       | 2019年10月25日よりスカパー!での販売を開始（括弧内の放送開始日はスカパー!での販売開始前からのもの） 各24スロット×3ch=合計72スロット                                             |
| BSデジタル      | 193             | WOWOW シネマ                                      | （2011年10月1日）       | 2019年10月25日よりスカパー!での販売を開始（括弧内の放送開始日はスカパー!での販売開始前からのもの） 各24スロット×3ch=合計72スロット                                             |
| BSデジタル      | 201 （ID：10）  | BS10スターチャンネル                              | 〈2004年9月1日〉        | 2007年12月1日よりBSデジタル放送に移行 旧：スター・チャンネル ハイビジョン（HV）→スターチャンネル1 → スターチャンネル 当初からのスカパー!のチャンネルで唯一のリモコンキーID指定 |
| BSデジタル      | 234             | グリーンチャンネル                                | 2011年10月1日           | |
| BSデジタル      | 236             | アニマックス                                      | 2011年10月1日           | |
| BSデジタル      | 242             | J SPORTS 1                                        | 2011年10月1日           | 各12スロット×3ch=36スロット、J SPORTS 4も含めて合計48スロット |
| BSデジタル      | 243             | J SPORTS 2                                        | 2011年10月1日           | 各12スロット×3ch=36スロット、J SPORTS 4も含めて合計48スロット |
| BSデジタル      | 244             | J SPORTS 3                                        | 2012年3月1日            | 各12スロット×3ch=36スロット、J SPORTS 4も含めて合計48スロット |
| BSデジタル      | 245             | J SPORTS 4                                        | 〈2007年7月1日〉        | 旧：J sports Plus（ハイビジョン） 2012年3月1日よりBS放送に移行 |
| BSデジタル      | 251             | BS釣りビジョン                                    | 2012年3月1日            | |
| BSデジタル      | 252             | WOWOWプラス 映画・ドラマ・スポーツ・音楽          | 2012年3月1日            | 旧：洋画★シネフィル・イマジカ → イマジカ BS・映画 → シネフィルWOWOW |
| BSデジタル      | 255             | 日本映画専門チャンネル                            | 〈2007年9月1日〉        | 旧：BS日本映画専門チャンネル 2012年3月1日よりBS放送に移行 |
| BSデジタル      | 256             | ディズニー・チャンネル                            | 2021年6月1日            | |
| CS1ネットワーク | 055             | ショップチャンネル                                | 2007年4月1日            | |
| CS1ネットワーク | 218             | 東映チャンネル                                    | 2018年9月26日           | |
| CS1ネットワーク | 219             | 衛星劇場                                          | 2018年9月26日           | |
| CS1ネットワーク | 296             | TBSチャンネル1 最新ドラマ・音楽・映画             | 2012年7月1日            | 旧：TBSチャンネルHD |
| CS1ネットワーク | 298             | テレ朝チャンネル1                                 | 2012年7月1日            | 旧：テレ朝チャンネルHD |
| CS1ネットワーク | 299             | テレ朝チャンネル2                                 | 2012年7月1日            | 旧：朝日ニュースター |
| CS1ネットワーク | 317             | KBS World                                         | 2018年10月1日           | |
| CS1ネットワーク | 318             | Mnet                                              | 2018年10月1日           | |
| CS1ネットワーク | 339             | ディズニージュニア                                | 2018年8月28日           | |
| CS1ネットワーク | 349             | 日テレNEWS24                                      | 2018年9月26日           | |
| CS1ネットワーク | 800             | スポーツライブ+                                   | 2006年5月9日            | 旧：スカチャン0 → スカサカ! |
| CS1ネットワーク | 801             | スカチャン1                                       | 2010年9月1日            | 2020年6月1日からはKNTVの番組を放送（7:00 - 26:00の放送） |
| CS2ネットワーク | 161             | QVC（キューヴィーシー）                           | 2018年9月26日           | 受信テスト指定チャンネル |
| CS2ネットワーク | 223             | 映画・チャンネルNECO                              | 2018年8月28日           | |
| CS2ネットワーク | 227             | ザ・シネマ                                        | 2018年8月28日           | |
| CS2ネットワーク | 240             | ムービープラス                                    | 2008年4月22日           | |
| CS2ネットワーク | 250             | スカイA                                           | 2012年12月1日           | |
| CS2ネットワーク | 254             | GAORA SPORTS                                      | 2012年12月1日           | |
| CS2ネットワーク | 257             | 日テレジータス                                    | 2010年3月1日            | |
| CS2ネットワーク | 262             | ゴルフネットワーク                                | 2010年6月1日            | |
| CS2ネットワーク | 290             | TAKARAZUKA SKY STAGE                              | 2018年9月26日           | スカパー!のみの放送 |
| CS2ネットワーク | 292             | 時代劇専門チャンネル                              | 2012年7月1日            | |
| CS2ネットワーク | 293             | ファミリー劇場                                    | 2012年7月1日            | |
| CS2ネットワーク | 295             | MONDO TV                                          | 2018年8月28日           | 旅チャンネルと入れ替わる形で開始 |
| CS2ネットワーク | 297             | TBSチャンネル2 名作ドラマ・スポーツ・アニメ       | 2018年9月26日           | |
| CS2ネットワーク | 300             | 日テレプラス ドラマ・アニメ・音楽ライブ           | 2018年8月28日           | |
| CS2ネットワーク | 301             | エンタメ〜テレ☆シネドラバラエティ                 | 2018年10月1日           | 2005年まで（カミングスーンTV時代）一時的に放送していた 現在の運営事業者・名古屋テレビネクストとしては新規                                                                      |
| CS2ネットワーク | 305             | チャンネル銀河 歴史ドラマ・サスペンス・日本のうた | 2018年8月28日           | |
| CS2ネットワーク | 307             | フジテレビONE スポーツ・バラエティ                | 2012年9月28日           | |
| CS2ネットワーク | 308             | フジテレビTWO ドラマ・アニメ                      | 2012年9月28日           | |
| CS2ネットワーク | 309             | フジテレビNEXT ライブ･プレミアム                  | 2008年4月1日            | 旧：フジテレビCSHD |
| CS2ネットワーク | 310             | スーパー!ドラマTV                                 | 2012年7月1日            | |
| CS2ネットワーク | 312             | Dlife                                             | 2018年9月26日           | 旧：FOXチャンネル |
| CS2ネットワーク | 314             | 女性チャンネル♪LaLa TV                            | 2008年4月22日           | 旧：LaLa HD |
| CS2ネットワーク | 322             | 音楽・ライブ! スペースシャワーTV                  | 2018年9月26日           | |
| CS2ネットワーク | 323             | MTV                                               | 2012年12月1日           | |
| CS2ネットワーク | 325             | MUSIC ON! TV（エムオン!）                         | 2012年9月1日            | |
| CS2ネットワーク | 330             | キッズステーション テレビアニメ・劇場版・OVA      | 2010年4月1日            | |
| CS2ネットワーク | 333             | アニメシアターX（AT-X）                           | 2018年9月26日           | |
| CS2ネットワーク | 342             | ヒストリーチャンネル 日本・世界の歴史&エンタメ    | 2018年8月28日           | |
| CS2ネットワーク | 343             | ナショナル ジオグラフィック                       | 2018年8月28日           | |
| CS2ネットワーク | 351             | TBS NEWS                                          | 2018年9月26日           | 旧：TBSニュースバード |

### 16:9SD放送
以下のチャンネルでは、スカパー!プレミアムサービスまたは、ケーブルテレビ局（日本デジタル配信など）でのハイビジョン放送開始に合わせ、スカパー!ではハイビジョン放送を行わないものの画面比16:9の画角情報を付与し、標準画質ながらフルサイズでの放送を行っている。なお、CS1ネットワークでの標準画質は2018年9月25日を以て、BSデジタルでの標準画質は2021年5月31日を以て、全チャンネルのハイビジョン化により放送終了となった。原則6スロットで放送している。
| ネットワーク    | チャンネル 番号 | 放送局                                          | 放送開始日    | 備考                                          |
| --------------- | --------------- | ----------------------------------------------- | ------------- | --------------------------------------------- |
| CS2ネットワーク | 294             | ホームドラマチャンネル 韓流・時代劇・国内ドラマ | 2010年9月17日 |                                               |
| CS2ネットワーク | 311             | アクションチャンネル                            | 2011年1月25日 | 旧：AXN 海外ドラマ                            |
| CS2ネットワーク | 316             | ミステリーチャンネル                            | 2016年4月1日  | 旧：AXNミステリー                             |
| CS2ネットワーク | 321             | ミュージック・ジャパンTV                        | 2025年7月1日  |                                               |
| CS2ネットワーク | 324             | ミュージック・エア                              | 2012年9月1日  |                                               |
| CS2ネットワーク | 329             | 歌謡ポップスチャンネル                          | 2012年10月1日 |                                               |
| CS2ネットワーク | 331             | カートゥーン ネットワーク 海外アニメ国内アニメ  | 2012年6月18日 |                                               |
| CS2ネットワーク | 340             | ディスカバリーチャンネル                        | 2012年9月29日 |                                               |
| CS2ネットワーク | 341             | アニマルプラネット                              | 2012年2月1日  |                                               |
| CS2ネットワーク | 353             | BBCニュース                                     | 2012年3月1日  | 旧：BBCワールドニュース                       |
| CS2ネットワーク | 354             | CNNj                                            | 2012年9月29日 |                                               |
| CS2ネットワーク | 363             | 囲碁・将棋チャンネル                            | 2012年10月1日 | 2018年8月28日、3.2スロットから6スロットに向上 |

### データ放送
| ネットワーク    | チャンネル 番号 | 放送局                         | 備考                                                       |
| --------------- | --------------- | ------------------------------ | ---------------------------------------------------------- |
| BSデジタル      | 791             | WOWOW データ                   | データ放送チャンネルで、いずれも画角情報は付加されていない |
| BSデジタル      | 792             | WOWOW データ                   | データ放送チャンネルで、いずれも画角情報は付加されていない |
| BSデジタル      | 800             | BS10スターチャンネル データ800 | データ放送チャンネルで、いずれも画角情報は付加されていない |
| BSデジタル      | 849             | スカパー!ガイド                | データ放送チャンネルで、いずれも画角情報は付加されていない |
| CS1ネットワーク | 101             | スカパー!インフォ              | データ放送チャンネルで、いずれも画角情報は付加されていない |

## 衛星基幹放送事業者一覧
放送中、あるいは過去に放送していたチャンネルはスカパー! チャンネル一覧を参照。

### 東経110度CSデジタル放送

#### 旧：スカイパーフェクTV!2
右端太字は2008年9月までの受託放送事業者（基幹放送局提供事業者に相当）。現在の基幹放送局提供事業者はスカパーJSAT。2009年まで、アップリンク地球局を東京都世田谷区の東北新社等々力放送センターとしていたグループ。

##### 放送中
- インタラクティーヴィ SCC
- インターローカルメディア（旧：シーエス九州） JSAT
- サテライト・サービス JSAT
- シーエス・ワンテン JSAT
- CS-TBS（旧：シー・ティ・ビー・エス） JSAT
- スカパー・エンターテイメント（旧：マルチチャンネルエンターテイメント） SCC／JSAT
- 宝塚クリエイティブアーツ（2011年4月に阪急電鉄から承継[注 12]） SCC

#### 旧：プラット・ワン
右端太字は2008年9月までの受託放送事業者。現在の基幹放送局提供事業者はスカパーJSAT。2009年まで、アップリンク経路が東京都品川区の小山台送出センターを経て、茨城県常陸大宮市の宇宙通信（スーパーバード）茨城ネットワーク管制センターの地球局から送信としていたグループ。

##### 放送中
- SCサテライト放送 SCC（2012年4月1日よりe2（現：スカパー!）に編入）
- CS日本（旧：シーエス日本） SCC

#### スカパー!（旧：スカパー!e2）以降
2009年に旧：スカイパーフェクTV!2、旧：プラット・ワンのアップリンク経路を統合し、以後は前年新築した東京都江東区のスカパー東京メディアセンターを主局に等々力放送センターは設備を拡張の上副局とし、東経110度CSデジタル放送全チャンネルのアップリンク二重化を実現している。ただし両局とも東京（直線距離は16.7km）にあるため、東京渋谷と埼玉県久喜市に分かれているBS（後述、同45km）と比べ降雨対策や防災面等に難がある。
以下は、WOWOWデジタルプラスの撤退やBSデジタル放送への移行で生じた空き帯域を再割当てされた事業者、もしくは番組供給事業者傘下の事業者に移管した事業者である。

##### 放送中
WOWOWデジタルプラス撤退による空き帯域を利用
- キッズステーション（シー・ティ・ビー・エスより移管）

BSデジタル放送移行による空き帯域を利用
- 囲碁将棋チャンネル（スカパー!では新規、WOWOWデジタルプラスにてメガポート放送より放送の実績あり）
- エムオン・エンタテインメント（旧：ミュージック・オン・ティーヴィ、シー・ティ・ビー・エスより移管）
- GAORA（アクティブ・スポーツ・ブロードキャスティングより移管）
- 松竹ブロードキャスティング（旧：衛星劇場、シーエス映画放送より移管）
- スカイ・エー（アクティブ・スポーツ・ブロードキャスティングより移管）
- 東映衛星放送（シーエス映画放送より移管）
- 日本映画放送（旧：日本映画衛星放送、シーエス映画放送より移管）

その他
- AXNエンタテインメント（ハリウッドムービーズより移管）
- 東北新社メディアサービス（ファミリー劇場・スーパーネットワーク・スカパー・エンターテイメントよりそれぞれ移管）

### BSデジタル放送
基幹放送局提供事業者は放送衛星システム（B-SAT）。他BS各局と同様、アップリンク主局は東京都渋谷区のNHK放送センター、副局は埼玉県久喜市のNHK菖蒲久喜ラジオ放送所の各施設内にある。

#### 放送中
- アニマックスブロードキャスト・ジャパン
- WOWOWプラス（旧：IMAGICAティーヴィ）
- グリーンチャンネル（旧：競馬・農林水産情報衛星通信機構）
- ジェイ・スポーツ（旧：ジェイ・スポーツ・ブロードキャスティング）
- ジャパネットブロードキャスティング
- 釣りビジョン
- 日本映画放送
- ブロードキャスト・サテライト・ディズニー[注 13]

## スカパー!プレミアムサービスとの相違点
衛星
「スカパー!」と「スカパー!プレミアムサービス」（以下プレミアムサービス）では異なる衛星を利用する。スカパー!用の通信衛星（N-SAT-110）は、BSデジタル放送に用いる放送衛星群（BSAT-3a、BSAT-3b、BSAT-3c/JCSAT-110R）と同じ東経110度に位置している。対してプレミアムサービス用の通信衛星群は東経124度及び同128度に位置する。
アンテナとチューナー、受信機器
「スカパー!」はBS/110度CS用のアンテナとチューナー、「プレミアムサービス」はプレミアムサービス用のアンテナとチューナーを使って受信する。アンテナを合わせる方角（左右）と仰角（上下）も異なる。但しスカパー!では3波（BS・110度CS、124度CS、128度CS）対応アンテナも用意されており、それを使うとアンテナは一つで済む（3波対応アンテナは家電量販店などでは取り扱われず、スカパー!に直接申し込む必要がある）。
この様にスカパー!は衛星の位置や放送規格（下記参照）、アンテナ、チューナー、受信機器が、BSと110度CSで共通化されているので、アンテナ（BS/110度CSアンテナ）一つで両方を受信できる点が強みとなっている。またテレビやレコーダーなどの受信機器には、BS/110度CSチューナーが内蔵されているものが多く、この場合はBS/110度CS対応アンテナを設置するだけで受信できる。
一方、プレミアムサービスを受信するには別途専用チューナーを購入するかレンタルする必要がある。例外的にソニーやシャープがプレミアムサービス（124/128度CS）チューナーも同時に搭載したレコーダー（地上波・BS・110度CS・124/128度CSの4波対応）を2012年に市販したが機種数は少ない。
複数台受信
偏波の切り替えの必要がないスカパー!では、1つのアンテナに対し、チューナーやテレビの複数台接続が可能である。これにより、集合住宅や共聴施設での設置が容易である。対してプレミアムサービスでは、1つのアンテナ（正確にはコンバータ）に対するチューナーの接続台数に制限がある。
放送規格と画面アスペクト比
スカパー!では放送規格にISDBを採用している。画角情報の送出が可能で、標準画質の放送でも画面比16:9の番組をそのまま引き伸ばして放送することができる。対してプレミアムサービスではDVBを採用している。
文字多重放送
日本語による字幕放送信号の送出が可能（「プレミアムサービス」でも実施。ただし、「プレミアムサービス（標準画質）」では不可だった）。一方、英語のクローズドキャプション機能には未対応で、文字多重放送に英文を載せる形式を採っている。
受信カード
スカパー!ではビーエス・コンディショナルアクセスシステムズが管理する「B-CASカード」を用いているため機器間の互換性があり、申し込みを済ませたカードであれば、（B-CASカードとminiB-CASカードの物理的な違いを除けば）家中のどのテレビやレコーダーでも差し替えて視聴することができる。対してプレミアムサービスでは、限定受信システムとしてスカパーJSATが独自に発行している「スカパー!ICカード」を用いている。このICカードはチューナーに付属して管理されているため、他のチューナーに差し替えて視聴することはできない。ACASチップを内蔵した受信機では、機器に内蔵されたACASチップが用いられる。
契約条件
契約条件には「必ず、1つ以上のチャンネル、パック・セットの契約が必要」で、基本料だけで契約を継続することは出来ない（プレミアムサービスはPPVサービスがあるため、この条件はない）。
PPVとアダルトチャンネル
スカパー!ではPPV放送は、開始以来行われていない。また、スカパー!はプレミアムサービスと違い、アダルトや株式といった視聴者が著しく限定されるジャンルのチャンネルや、音声のみのチャンネルもない。なお、開始当初は公営競技やパチンコ、外国語放送、釣り、囲碁・将棋、教育専門のチャンネルもなかったが、現在は存在する。なお、深夜に成人向け番組を放送する衛星劇場は当該時間はR-15指定（15歳未満は視聴不可）映画やR-15指定版の日活ロマンポルノに差し替えて放送している。衛星劇場の深夜の成人映画放送を含む成人向け番組を視聴するにはプレミアムサービスに加入する必要がある。

## 受信上の注意（旧BSアンテナで受信する場合など）
電波の混合
スカパー!（旧：e2）とスカパー!プレミアムサービスでは中間周波数帯域が重なるため、混合器などを使って電波の混合は出来ない。両方見たい場合はそれぞれに対応するアンテナや同軸ケーブルなどを用意する必要がある。上述のスカパー!の直販アンテナは両者に対応しており、2本の同軸ケーブルを別々のコンバーターに接続することにより、両方の放送の視聴に使用できる。
|                                        | 受信部 定格衛星周波数                       | コンバーター 定格中間周波数               |
| -------------------------------------- | ------------------------------------------- | ----------------------------------------- |
| BSアンテナ 2000年頃まで発売            | BS-1 - BS-15ch 11.7 - 12.0GHz               | BS-IF（アナログ） 1,035 - 1,332MHz        |
| BS・東経110度CS （右旋円偏波）アンテナ | BS-1 - BS-23ch ND2 - ND24ch 11.7 - 12.75GHz | BS-IF（デジタル）・CS-IF 1,032 - 2,072MHz |
| 4K8K衛星放送対応アンテナ               | BS-1 - BS-23ch ND1 - ND24ch 11.7 - 12.75GHz | BS-IF（デジタル）・CS-IF 1,032 - 3,224MHz |
旧BSアンテナで受信する場合
スカパー!（旧：e2）放送開始より前に販売されたBSアンテナの場合、コンバーターの（CS-IF）帯域が古いアンテナの想定を超過した結果コンバータ内部のフィルタ回路により無効化される場合があり、その場合はアンテナの交換が必要となることが多い（右表を参照）。運営するスカパーJSATでは、「QVC（キュー・ヴィー・シー）」（Ch.161）が受信できることを確認してから加入申込みをするよう呼びかけている。
旧同軸ケーブルや分配器で受信する場合
一部の同軸ケーブルや分配器などにはスカパー!（旧：e2）のCS-IFに非対応のものがあるため、e2放送より前から設置しているBSアンテナや同軸ケーブル、分配器のままで受信を考えている世帯は注意が必要。特にマンションなどの共同アンテナで受信している場合は、アンテナから各家庭までの伝送経路すべてがCS-IFに対応している必要があり、未対応だと受信できない。また、テレビにBS/110度CSアンテナを接続する時に、BSアナログチューナーが内蔵されたレコーダー等の録画機器を経由させると、当該録画機器に内蔵の分配器が非対応である時にCSチャンネルが受信できない事がある。
放送切替操作
CS（BS）のチャンネルを視聴中、BS（CS）のチャンネルを選局する場合、リモコンで「放送切替」操作が必要である。CS同士でも受信機の機種によっては、CS1ネットワークとCS2ネットワークの「放送切替」操作も必要となる。
受信機のメーカーによっては、CSネットワークの区別やBS4KとCS4Kの区別を行っていたりいなかったりするため、視聴に際しては機器の取扱説明書をよく読む必要がある。パナソニックは2016年の製品までCS1とCS2を別扱いしていたが、その他のメーカーは特に区別せずCSとしている。BS4KとCS4Kを別扱いしているメーカーはソニーとLGとTCLで、その他のメーカーは特に区別せず4Kとしている。
NHK放送受信契約による衛星契約
全てのチューナーで自動的にNHKのBSデジタル放送が受信可能となる関係で、必然的にNHK放送受信契約による衛星契約を結ぶ義務が発生する。多くのチューナーでは、未契約の状態で当該チャンネルを選局すると、画面上に契約を促すメッセージが表示される。

## コールサイン
基幹放送局提供事業者のスカパーJSATおよび放送衛星システム（B-SAT）の衛星基幹放送局には、以下のコールサイン（識別信号）が指定されている（CS帯域がスカパーJSAT、BS帯域がB-SAT）。
スカパーJSAT
- JO82-CS-UHTV
- JO83-CS-HDTV
- JO83-CS-TV

B-SAT
- JO31-BS-HDTV
- JO31-BS-TV
- JO32-BS-HDTV
- JO32-BS-TV
- JO35-BS-UHTV

## パススルー配信を実施しているケーブルテレビ局
以下のケーブルテレビ局では、多チャンネルサービスの一環としてスカパー!のパススルー配信を実施している。対応する受信機（地上・BS・110°CSデジタルチューナー内蔵テレビ・BDレコーダーなど）を揃えれば、チャンネルの設定のみで視聴ができる。
2008年10月、総務省の技術基準改正により地上アナログテレビジョン放送の最高周波数（770MHz）を超える周波数帯を用いるケーブルテレビ放送が可能となり、これの先行承認として淡路島テレビジョンが初めて同年4月にサービスを開始した。その後も、最高で従来のケーブルテレビより3倍近く高い周波数となるCS-IFの伝送に対応するための路上設備改修が不要なFTTH-RF方式（光放送）を採用しているケーブルテレビ局（主に公設公営・公設民営局）へ広がっている。現在はスカパーJSATが2009年4月より開始している。

### 現在
- スカパーJSAT（フレッツ・テレビ。東京23区の全域、36都道府県（青森県、秋田県、山梨県、山口県、鳥取県、島根県、高知県、鹿児島県、大分県、宮崎県、沖縄県を除く）の一部市町村の全域又は一部）
- ジェイコム港新宿（一部集合住宅。東京都港区・新宿区）
- ニューメディア（山形県、北海道、新潟県、福島県）
- オプテージ（大阪府、京都府、兵庫県、滋賀県、奈良県、和歌山県、福井県）
- インフォメーション・ネットワーク・コミュニティ（長野県）
- 上野原ブロードバンドコミュニケーションズ（山梨県）
- ひまわりてれび玉名（長崎県、熊本県）
- インフォメーションネットワーク郡上八幡（岐阜県）
- 全関西ケーブルテレビジョン（京都府京丹後市、鳥取県八頭町）
- 与謝野町有線テレビ（京都府与謝野町）
- 淡路島テレビジョン（兵庫県洲本市）
- 美作市ケーブルテレビ（岡山県美作市、西粟倉村）
- たけはらケーブルネットワーク（広島県竹原市）
- ケーブルネットおえ（徳島県吉野川市の一部）
- 壱岐市ケーブルテレビ（壱岐ビジョン。長崎県壱岐市）
- 田子町ケーブルテレビジョン（青森県田子町）
- ニューデジタルケーブル大館局（大館ケーブルテレビ。秋田県大館市）
- ニューデジタルケーブル（大崎ケーブルテレビ、青葉ケーブルテレビ。宮城県大崎市（旧：古川市市街地一部）、仙台市（青葉区、泉区、宮城野区）、大崎市、富谷市、大和町、大衡村、大郷町、美里町、涌谷町、加美町の各一部）
- ニューデジタルテレビ苫小牧局（苫小牧ケーブルテレビ。北海道苫小牧市）
- 毛呂山中央テレビ（埼玉県毛呂山町）
- 東大分システム（大分県大分市の旧：佐賀関町地域ほか）
- 徳島県南メディアネットワーク（徳島県）
- 南九州ケーブルテレビネット（鹿児島県）
- 東近江ケーブルネットワーク（滋賀県）
- CAC（愛知県）
- 岩手ケーブルテレビジョン（岩手県）
- 近鉄ケーブルネットワーク（奈良県）
- 天草ケーブルネットワーク（熊本県）
- ダイバーシティメディア（山形県）
- 今治シーエーティーブィ（愛媛県）
- ケーブルテレビあなん（徳島県）
- 蓼科ケーブルビジョン（長野県）
- 藤津ケーブルビジョン（佐賀県）
- 河口湖有線テレビ放送（山梨県）
- 周防ケーブルネット（山口県）
- 飯田ケーブルテレビ（長野県）
- ケーブルネット鈴鹿（三重県）
- シー・ティー・ワイ（三重県）
- 飯能ケーブルテレビ（埼玉県）
- 石垣ケーブルテレビ（沖縄県）
- ケーブル・ジョイ（広島県）
- エヌ・シィ・ティ（新潟県）
- ケーブルネットおえ（徳島県）
- 福井ケーブルテレビ（福井県。一部チャンネル）
- さかいケーブルテレビ（福井県。一部チャンネル）
- 大野ケーブルテレビ（福井県。直接受信）
- 行田ケーブルテレビ（埼玉県）
- 飯能ケーブルテレビ（埼玉県）
- こまどりケーブル（奈良県）
- チャンネル・ユー（長野県）
- アミックスコム（岐阜県）
- 玉島テレビ放送（岡山県）
- 丸子テレビ放送（長野県）
- 日本中央テレビ（徳島県）
- メディアリンク（山口県）
- KCNなんたん（京都府）
- 宮古テレビ（沖縄県。一部地域）
- 五島テレビ（長野県）
- ネット鹿島（佐賀県）
- 東九州放送（大分県）
- 笠岡放送（岡山県）
- ひのき（徳島県）
- KBN（香川県）
- プレミスト琴似スカイクロスタワー（北海道札幌市西区）
- 北海道枝幸町
- 青森県五戸町
- 青森県六ヶ所村（一部）
- 千葉イーストコミュニケーションズ（千葉県千葉市緑区の一部集合住宅）
- 東急コミュニティー（全国）
- フォレステージ蘇我共同受信組合（千葉県千葉市中央区蘇我町の一部）
- アウルタワー（東京都豊島区）
- 東京都青ヶ島村

### 過去
なし

## 各処の図書館での対応
国立国会図書館 東京館では、CSを調べるにはスカパーガイド誌が2010年6月から調査可能である。それ以前のものは利用できず、オークションなどで入手するしか手段がない状況にある。関西館では利用できるかは不明だが、館内PCから国立国会図書館デジタルコレクションを通じて中身を見ることができる。それ以外の図書館では調査できないが、ケーブルテレビガイド誌ならば一部の図書館で貸し出しは不可能だが調査可能である。朝日新聞・毎日新聞・読売新聞・日本経済新聞でも調査することはできるが、ケーブルテレビガイド誌と同様に掲載されているチャンネルは限られている。なお、『週刊TVガイド』や『ザテレビジョン』関連のBS/CS専門雑誌でも探索できる。アニメ専門チャンネルの場合、『電撃B-magazine』などでも閲覧できる。
国立国会図書館で調査できるスカパー番組ガイド誌は以下の通り。
- スカパー!TVガイドプレミアム（2012年10月 - ）
- スカパー!TVガイド（2010年6月 - 2012年9月）
- スカパー!e2TVガイド（2010年6月 - 2012年9月）
- スカパー!TVガイドBS+CS（2012年10月 - ）